# Villa Grazioli (Roma)
Villa Grazioli è un parco di 4200 metri quadri nella città di Roma, nel Municipio II, nel quartiere Parioli. A seguito della lottizzazione avvenuta negli anni Venti del 1900, del parco originale rimane solo un piccolo giardino pubblico accessibile da via Bruxelles e viale di Villa Grazioli.

## Storia

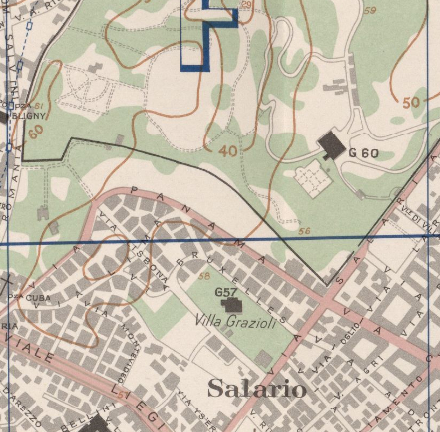
Dettaglio da una mappa militare alleata di Roma nel 1944. L'edificio G57 è siglato come "Villa Grazioli: residenza di Badoglio". L'edificio G60 è "Villa Savoia: la villa del Re".

Il parco è situato in una zona dove fino all'inizio del XX secolo sorgevano numerose ville e vigne private.
Le prime tracce di presenza di edifici vengono accreditate come proprietà "Biondi Paolo". In una planimetria del 1839 e in quella del 1845 dei cantoni di Roma, realizzata per il Barone di Moltke aiutante di Enrico principe di Prussia, l'area del parco è documentata come Villa Lecci.
La villa diviene proprietà della famiglia Grazioli Lante della Rovere alla fine del XIX secolo, da cui deriva l'attuale nome di Villa Grazioli.
L'area fu oggetto di lottizzazione ed intensa edificazione negli anni 1920. Nel 1937 Clemente Busiri Vici fu incaricato di realizzare nell'area una villa da donare al generale Pietro Badoglio in riconoscimento per il suo ruolo nella conquista dell'Etiopia. Qui Badoglio incontrò il generale americano Maxwell Taylor nella notte tra il 7 e l'8 settembre 1943, prima del giorno in cui fu annunciata l'entrata in vigore dell'armistizio tra il Regno d'Italia e gli Alleati. L'ex villa di Badoglio attualmente ospita l'ambasciata della Repubblica Popolare Cinese.
Della proprietà fondiaria originaria resta oggi solamente un piccolo parco acquistato dal Comune di Roma ed adibito a giardino pubblico; gli edifici della portineria e del casino nobile ospitano invece l'ambasciata del Canada.